# 실바너

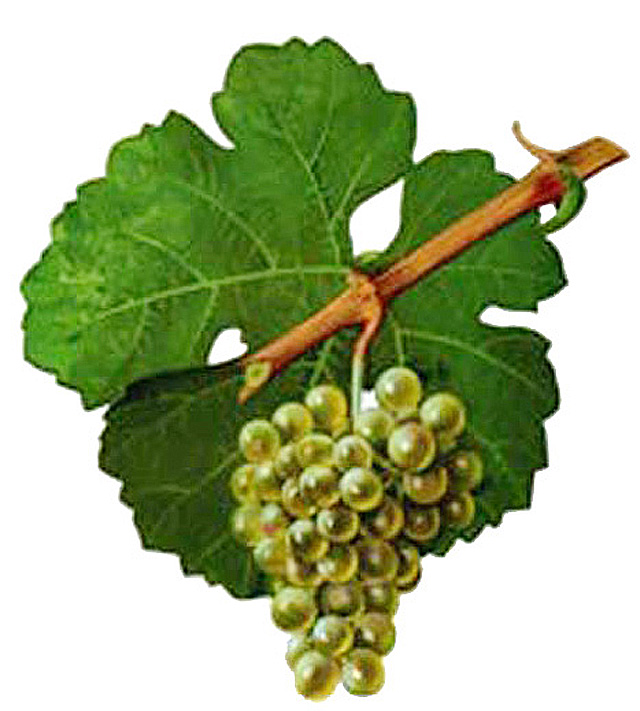

실바너(Sylvaner, Silvaner, 독일어: [zˈlˈvaːnɐ] ⓘ)는 주로 알자스와 독일에서 재배되는 다양한 화이트 와인 포도로, 공식 명칭은 Grüner Silvaner이다. 알자스 버전은 주로 단순한 와인으로 간주되었지만 2006년 알자스의 4가지 '고귀한 포도'(noble grapes)와 함께 알자스 그랑 크뤼 와인을 생산하는 데 사용할 수 있는 품종에 포함되었다. 단 한 포도원인 조첸베르그(Zotzenberg)에만 해당된다.
이러한 이분법은 실바너 포도나무의 활력과 포도의 중성적인 풍미로 설명되며, 이는 수확량을 통제하지 않으면 부드러움을 유발할 수 있다. 반면에 테루아르 표현을 위한 빈 캔버스를 제공하며, 숙련된 와인 제조가 가능한 좋은 장소에서는 실바너가 우아한 와인을 생산할 수 있다. 산도가 높지만 자연적으로 머스트 무게가 높아 리슬링이나 엘블링과 같은 다른 품종과 혼합되는 경우가 많으며 때로는 디저트 와인으로 만들어지기도 한다.

## 같이 보기
- 독일 포도주